# Fallicambarus jeanae
Fallicambarus jeanae är en kräftdjursart som beskrevs av Hobbs 1973. Fallicambarus jeanae ingår i släktet Fallicambarus och familjen Cambaridae. IUCN kategoriserar arten globalt som sårbar. Inga underarter finns listade i Catalogue of Life.